# Olea guangxiensis
Espèce
Classification phylogénétique
Olea guangxiensis B. M. Miao, Guihaia. (en langue chinoise translittérée : guang xi mu xi lan) est une espèce de plantes à fleurs de la famille des Oleaceae et du genre Olea. C'est un arbuste qui pousse en Chine.

## Description

### Appareil végétatif
C'est un arbuste de 1 à 4 m de haut. Il est glabre. Les petites branches sont lenticellées.
Le pétiole mesure de 2 à 7 mm. Le limbe de la feuille est lancéoloé ou elliptique allongé, (6-)9 à 23 par (2.5-)3 à 8 cm, coriace, la base est acuminée, la marge est irrégulièrement dentelée ou rarement entière avec un apex acuminé. Les nervures primaires sont au nombre de 6 à 10 de chaque côté de la nervure axiale, déprimée selon l'axe, saillante sur la face inférieure, s'incurvant près de la marge.

### Appareil reproducteur
Les panicules sont axillaires, de 1,5 à 2 cm. Le pédicelle de la fleur mesure 1 à 2 mm. Le calice a un diamètre de 1,7 mm, pointillé avec des écailles peltées. La corolle mesure 2 mm de diamètre ; les lobes sont longs elliptiques.
Les fruits sont des drupes de couleur bleue ou noires, subsphériques, de 1 à 1,5 cm de diamètre. La floraison est en mai, la fructification est en août-décembre.

### Répartition géographique
En Chine, on le trouve dans les forêts humides ou les sommets de montagnes. On le rencontre dans les provinces de Guangdong, Guangxi, et dans le sud-est de Guizhou.

## Taxonomie
Selon le site Plant List, Olea guangxiensis (广西木犀榄) serait un synonyme d'Olea salicifolia (喜马木犀榄). La Flore de Chine (1996, 15:295-298) distingue les deux taxons et donne dans sa clef de détermination les critères permettant de les distinguer.

## Sources
Pour des articles plus généraux, voir Oleaceae et Olea.